# خالد أحمد (لاعب كريكت)
خالد أحمد (20 سبتمبر 1992 - ) (بالبنغالية: খালেদ আহমেদ)‏ هو لاعب كريكت بنغلاديشي.

## وصلات خارجية
- خالد أحمد على موقع إي آس بي آن كريك إنفو (الإنجليزية)